# Triathlon
Vous lisez un « bon article » labellisé en 2016.

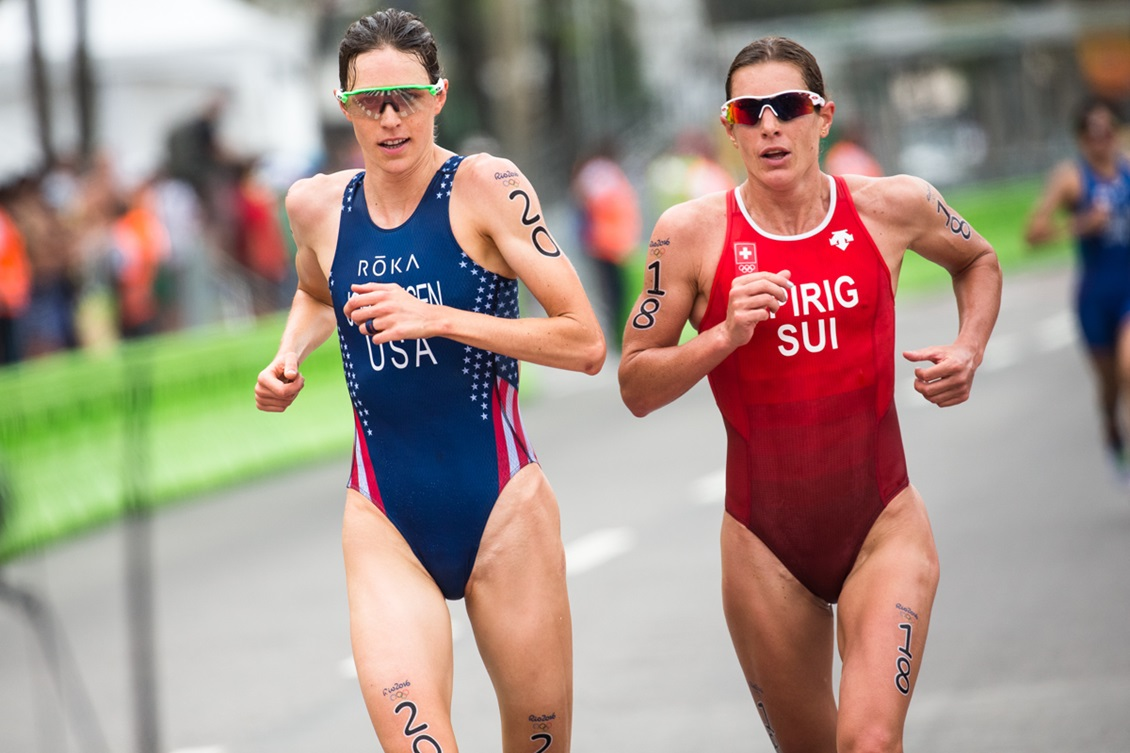
L'Américaine Gwen Jorgensen et la Suissesse Nicola Spirig aux JO de Rio en 2016.

Le triathlon (prononcé \tʁi.at.lɔ̃\) est une discipline sportive constituée de trois épreuves d'endurance enchaînées dans l'ordre suivant : natation, cyclisme et course à pied. Sa forme moderne apparaît officiellement aux États-Unis en 1974 et se développe depuis dans le monde entier. Se pratiquant sur des distances très variées, le triathlon devient discipline olympique en l'an 2000 aux Jeux de Sydney sur la longueur standard de 1 500 mètres de natation, 40 kilomètres de vélo et 10 kilomètres de course à pied. Il est géré et structuré au niveau mondial par la Fédération internationale de triathlon (World Triathlon) et un ensemble de fédérations continentales et nationales qui déclinent selon leurs spécificités les règles générales édictées par la fédération internationale.
Le triathlon moderne est un sport créé selon une pratique mixte où les pratiquants et pratiquantes sont appelés « triathlètes » et sont engagés dans la grande majorité des compétitions au sein d'une même épreuve, selon les mêmes règles. Plusieurs sports dérivés naissent à la suite de son développement, tel le duathlon, l'aquathlon ou encore le paratriathlon. Il se décline également selon des environnements différents comme pour le cross triathlon ou le triathlon d'hiver.
Pour permettre une amélioration des performances des compétiteurs, le triathlon voit son développement s’accompagner de l'évolution des matériels spécifiques à son usage, tels les combinaisons de natation destinées au triathlon, les vélos de contre-la-montre ou les tenues « trifonctions », ainsi que de la diffusion d'une bibliographie sportive et scientifique sur l'entraînement ou les impacts physiques et physiologiques autour de la pratique des sports enchaînés.

## Histoire
Le terme « triathlon » du grec τρεῖς / treīs — au neutre τρία / tría —, « trois », et ἆθλον / āthlon, « combat, lutte » qui donne son nom à la pratique sportive moderne — natation, vélo, course à pied — a également été utilisé pour d'autres enchaînements sportifs, notamment pendant la première moitié du XXe siècle. Jusqu'en 1974, date officielle de création de cette pratique sportive, divers événements mêlant trois sports ont pu être considérés comme des triathlons sans que ces derniers n'affichent de liens d'historicités avec les triathlons modernes.

### Les prémices

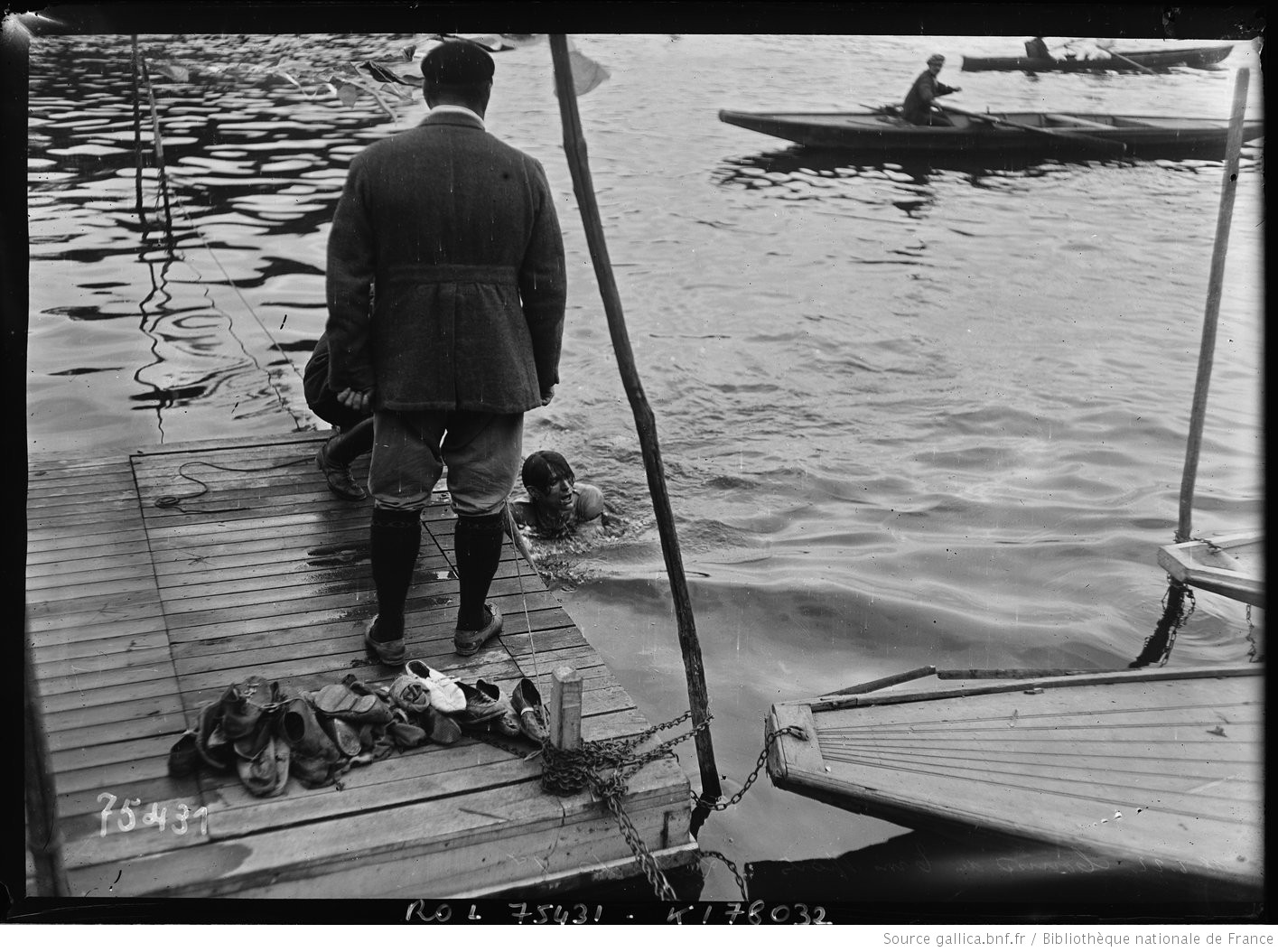
18 juin 1922, course des Trois Sports

Aux États-Unis, la troisième olympiade des Jeux modernes qui se tient à Saint-Louis, dans le Missouri, en 1904, comprend une compétition d'athlétisme composée de trois sports. L'épreuve regroupe un saut en longueur, un lancer du poids et une course en sprint sur 100 yards (91,44 mètres). Elle est considérée comme un « triathlon » dans les almanachs de l'époque.
En France se déroulent au début du XXe siècle entre 1902 et 1935 les premières compétitions de « triathlon ». Sur les bords de la Marne, à Joinville-le-Pont, et initié par l'École Normale de Gymnastique et des Sports de Joinville, se dispute « les Trois Sports », nom de ces épreuves qui ont lieu les dimanches d'été où la natation est remplacée par le canotage en s'inscrivant dans la tradition des animations de bords de Marne de l'époque.
Le 19 juin 1921, une course de ce genre nouveau d'une longueur de 14 kilomètres comprenant de la course à pied, du vélo et de la natation est organisée par le journal L'Auto. Le 18 juin 1922, le journal L'Auto organise de nouveau à Villennes-sur-Seine une « course des Trois Sports » qualifiée d'originale par Le Petit Journal au lendemain de sa réalisation. Cette compétition propose également des épreuves à pied, à vélo et de natation.
En 1934, une course des trois sports organisée à La Rochelle propose un des moments les plus insolites de l'année, prémices du triathlon moderne : il s'agit de traverser le chenal à la nage, soit environ 200 mètres, de parcourir dix kilomètres à bicyclette, du port de la Rochelle au parc de Laleu, quartier situé plus au nord, et enfin d'effectuer trois tours de piste en courant, soit 1 200 mètres, sur le stade André-Barbeau.
Au début des années 1939 et 1940 apparaissent à Deauville et à Poissy des triathlons appelés « Course des Débrouillards » puis « Course des touche-à-tout ». Le manque d'ambition de ces événements, malgré la bonne humeur, entraîne la disparition de ces épreuves. Les années 1935 à 1945 voient également en France et en Suisse l’organisation d'un « triathlon scolaire » sous la forme d'un concours inter-scolaire d'athlétisme comprenant une épreuve de course à pied, une de saut et une de lancer.

### Le début du triathlon moderne
Il faut attendre l’année 1974 pour voir apparaître aux États-Unis le premier triathlon moderne. Il est réalisé et conçu par Jack Johnstone et Don Shanahan et parrainé par le San Diego Track Club à Fiesta Island près de San Diego en Californie. C'est sur des distances de 8 kilomètres en course à pied, 8 kilomètres à vélo et de 450 mètres en natation que s'affrontent des Californiens adeptes d'une culture basée sur le multi-sport et le fitness.
En 1973, Jack Johnstone, sportif californien, coureur amateur et adepte de remise en forme, découvre et participe à la course organisée par Dave Pain depuis 1972 sur le site de Mission Bay en Californie : un biathlon combinant une épreuve de course à pied de 7,2 kilomètres suivi d'une « baignade » de 250 mètres environ. Trouvant un intérêt dans ce type de pratique multi-sports, il imagine alors mettre en œuvre une compétition combinant à parts égales course à pied et natation. Il propose cette course au président du San Diego Track Club, Bill Stock, qui accepte de l'inscrire à son calendrier et lui suggère de prendre contact avec Don Shanahan qui a aussi des projets de compétitions multi-sports. Ce dernier propose d'inclure une partie vélo dans la compétition. Les deux fondateurs décident d'organiser la course sous une forme multi-sports comprenant de la course à pied, du vélo et de la natation, sur le site de Mission Bay et le nomme « Mission Bay Triathlon ».
Avec une faible publicité locale, après avoir recruté le plus de bénévoles possible et convaincu d'autres sportifs « d'essayer quelque chose de nouveau », commence à 17 h 45, le mercredi 25 septembre 1974, le premier triathlon moderne. Quarante-six tri-athlètes, hommes et femmes réunis, prennent le départ de cette première sportive. Le temps prévu pour les premiers est de moins d'une heure et de plus de deux heures pour les derniers. Pour éclairer avec leurs phares le circuit des derniers arrivants, des voitures sont positionnées le long du parcours.
Bill Phillips remporte cette première en 55 min 44 s, Jack Johnstone prend la 6e place en 1 h 2 min 18 s, Don Shanahan est le directeur de course. John et Judy Collins qui fondent quatre ans plus tard le triathlon Ironman à Hawaï participent à l'épreuve et terminent respectivement 30e et 35e. Tous les participants franchissent la ligne d'arrivée, la dernière sportive à réaliser le premier triathlon moderne est Barbara Stalder qui clôture l’épreuve en 1 h 34 min 51 s.
La grande évolution du triathlon vient d'Hawaï. En 1977, John Collins, capitaine de vaisseau de l'US Navy, propose pour trancher un débat sur les différentes qualités sportives des athlètes, d'enchaîner trois épreuves parmi les plus dures d'Hawaï : la Waikiki Rough Water Swim (3,824 km de natation), l'Around Oahu Bike Race (179 km de vélo) et le marathon d'Honolulu (42,195 km de course à pied).
Dans une phrase célèbre d'avant course, il donne un nom au vainqueur qui marque l'histoire du triathlon longue distance :
«  Whoever finishes first, we'll call him the Iron Man, (Qui que soit qui finit le premier, nous l’appellerons l'homme de fer.) »
Le 18 février 1978, quinze candidats s'élancent dans cette aventure pour le titre d'« Ironman ». Le premier à franchir la ligne d'arrivée est Gordon Haller, chauffeur de taxi professionnel, passionné de sport et de fitness qui à 27 ans devient le premier Ironman en 11 h 46 min 58 s. Ils sont douze à terminer l'épreuve.

### Développement international
En franchissant l'Atlantique, cette discipline révolutionnaire conquiert d’abord l'Europe du Nord. Le 30 août 1980 à Plzeň en Tchécoslovaquie, se tient le premier triathlon européen. Les Pays-Bas, la Belgique et l'Allemagne de l'Ouest en 1981 lui emboîtent le pas, mais la médiatisation de ces événements est quasi inexistante. Cette vague sportive s'étend à la France, plus précisément par la Côte d'Azur à Nice, où est organisé le premier triathlon longue distance en 1982. Les images « chocs » produites par Antenne 2 révèlent ce sport au grand public. Certains inconditionnels des activités traditionnelles critiquent fortement cette nouvelle pratique et crient parfois « aux fous », mais ces sportifs vont créer de nouveaux adeptes. Le triathlon rompt avec les habitudes, l'enchaînement de ses trois composantes va à l'encontre de toute logique physiologique connue à cette époque. En fait, il sort des pratiques classiques que sont les stades et les piscines et porte une marque de fabrique qui peut paraître mythique : « made in U.S.A. », il propose tout à la fois de nouvelles valeurs sportives et de nouveaux espaces de pratique.
L'année 1985 voit la création de la première structure internationale du triathlon. La Fédération européenne de triathlon (ETU) est placée sous la présidence de l'Irlandais Con O’Callaghan. Elle lance immédiatement les premiers championnats d'Europe de triathlon. Dès l’année suivante, les onze nations qui la composent se rencontrent à Bruxelles pour fédérer les structures nationales de chaque pays européen. Seule la France possède à cette époque une structure bien établie reconnue par les pouvoirs publics et le comité national olympique : le CONADET, précurseur de la Fédération française de triathlon qui structure depuis 1984 le triathlon en France.
La première entité mondiale reconnue du triathlon est la « Triathlon Fédération International » (TFI). Cohabitent en son sein 22 fédérations nationales principalement européennes, sous la présidence du Néerlandais Jop Van Zanten. Des luttes d'influences entre fédérations européennes et anglo-américaines dégradent la cohabitation établie dans les règles de fonctionnement, notamment au regard du système de vote favorable à l'ETU, et provoque une rupture en son sein. Dès lors, le Canadien Les McDonald travaille à une réduction de l’influence européenne et Juan Antonio Samaranch, président du Comité international olympique, obtient l'intégration du triathlon comme sport de démonstration aux Jeux olympiques de Barcelone en 1992 mais au sein de l'« Union Internationale de Pentathlon Moderne et de Biathlon » (UIPMB), laissant entrevoir son accès possible au statut de sport olympique dès 1996.
En février 1989, se tient à Vancouver au Canada une assemblée informelle qui réunit chez Les Mcdonald et durant une semaine, Jean Cote, Sture Jonasson, Carl Thomas, Phil Briard et des représentants russes et asiatiques qui travaillent à l'élaboration des statuts et règlements de la future ITU (« International Triathlon Union »). Le 31 mars 1989, s'ouvre à Avignon au palais des papes le congrès fondateur de l'ITU. Après de nouvelles dissensions sur la voie à suivre pour atteindre l'olympisme, notamment à la suite du refus de suivre la voie de l'UIPMB et sur les filières de développement économique et sportif du triathlon, le congrès entérine la création de la Fédération internationale de triathlon et élit son premier comité exécutif. Sans surprise Les McDonald est élu président, Jean Cote vice-président, Sture Jonasson secrétaire général et Carl Thomas trésorier. La ville d'Avignon et les instances françaises se voient confier l'organisation du 1er championnat du monde de triathlon de catégorie A,.
De son côté, la société Ironman continue pour sa part son développement sur le circuit très longue distance et structure un circuit international de compétitions labellisées Ironman et qualificatives pour l’épreuve historique d'Hawaï. Cette dernière devient dès lors en 1990, le « championnat du monde d'Ironman ».

### Le triathlon sport olympique

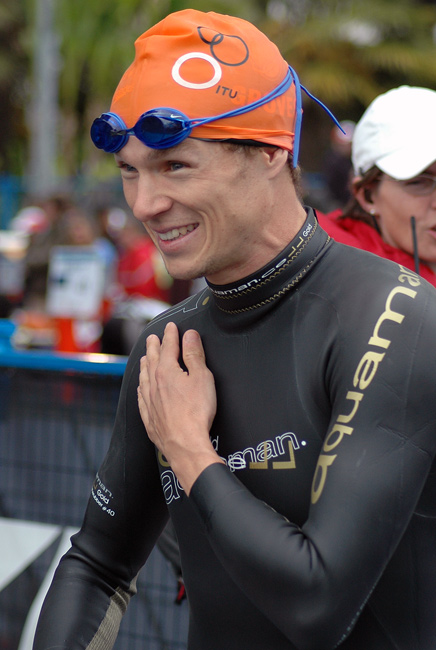
Simon Whitfield 1er champion olympique.

Le refus d'adhérer en 1989 au projet de Juan Antonio Samaranch et à l'Union Internationale de Pentathlon Moderne et de Biathlon balaye l'espoir d'un triathlon olympique pour 1992 et 1996. Le président du CIO reste un défenseur d'un triathlon olympique mais des obstacles techniques empêchent son accession à ce statut, comme :
- le nombre de participants (une quarantaine au maximum) et donc le nombre de dossards qualificatifs par pays ;
- également et comme le reconnaît le président de l'ITU, les règles interdisant l'aspiration-abri (drafting)[N 7], régulièrement bafouées et difficiles à contrôler et pénaliser avec équité, mais qui font partie de l'histoire même du triathlon, ce dernier étant à l'origine un sport individuel ;
- enfin le triathlon n'attire pas suffisamment les médias[20].

Le 3 septembre 1994, après un long travail de persuasion visant à conforter l'idée d'un triathlon olympique, avenir médiatique, économique et sportif de cette pratique récente, le triathlon intègre le programme olympique. La première épreuve de triathlon olympique a lieu en 2000 à Sydney en Australie. C'est une version « courte distance » inspirée de diverses disciplines déjà présentes au programme olympique qui est choisie comme support de la course : 1 500 mètres de natation, 40 kilomètres de vélo puis 10 kilomètres de course à pied deviennent la distance olympique et cet enchaînement 1500/40/10 appelé distance olympique (DO), devient la distance standard officielle,.
En 2017, le comité international olympique inclut une troisième épreuve de triathlon au programme olympique des Jeux de Tokyo de 2020, le relais mixte (4X4). Avec les épreuves de triathlon courtes distance hommes et femmes, trois épreuves de triathlon offrent des titres olympiques aux triathlètes,. Dans cette épreuve en relais mixte, des équipes de quatre triathlètes, deux hommes et deux femmes, s'affrontent à tour de rôle sur une épreuve de 300 mètres de natation, de 8 kilomètres de vélo et 2 kilomètres de course à pied avant de passer le relais à un équipier. Ce format extrêmement rapide, dynamique et nettement plus imprévisible, a l'avantage d'offrir une vision plus spectaculaire du triathlon. Elle entre aussi en rejoignant d'autres sports qui pratiquent ces formes d'épreuves mixtes, dans le cadre de la promotion des politiques d'égalité entre triathlètes hommes et femmes soutenues par la Fédération internationale de triathlon et sa présidente Marisol Casado

### Triathlon en relais mixte
Différente des relais classiques, une pratique du triathlon en relais mixte sous une forme spécifique à ce sport se développe à partir de 2009. La fédération internationale (World Triathlon) introduit cette nouvelle pratique avec l'intention d'améliorer l'attractivité du sport et pour inscrire l'épreuve par équipe dans le programme olympique. Le format est celui d'une course en relais où s'affrontent des équipes de quatre triathlètes. Composées de deux hommes et deux femmes devant parcourir à tour de rôle la distance définie en natation, vélo, puis course à pied avant de passer le relais à un équipier. La première équipe dont les quatre coéquipiers franchissent la ligne d'arrivée remporte la course. Les distances à parcourir par chaque équipier sont celles d'un super-sprint, représentant 300 mètres de natation, 7,5 km de vélo et 1,5 km de course à pied. Selon le tracé, les courses ont une durée de plus ou moins une heure. Le format nécessite des qualités sportives fondées sur l'explosivité et la puissance des compétiteurs. 
Les épreuves en relais mixte connaissent une popularité grandissante à compter de 2009 et l'organisation des premiers championnats du monde de triathlon en relais mixte. En 2010, l'épreuve est organisée pour les Jeux olympiques de la jeunesse à Singapour. La ville de Hambourg en Allemagne qui organise depuis 2014, l'épreuve de championnat du monde voit une affluence de spectateurs importante suivre l'événement qui se déroule dans les rues de la ville. Enfin, cette nouvelle spécialité du triathlon, fait son apparition pour la première fois aux Jeux olympiques d'été de 2020 à Tokyo.

## Pratiques sportives

### Composantes
Le triathlon est un sport individuel créé selon une pratique qui n'autorise pas l'aide extérieure, et ce dans l’ensemble de ses composantes.
La première épreuve est de la natation en eaux libres. Bien que les entraînements se fassent généralement en piscine, les compétitions se déroulent en eau libre (mer, en lac ou étang, voire en rivière). Le départ est effectué soit de manière groupée (Mass start), soit par vagues successives déterminées par l'organisation ou encore depuis 2016, sur les compétitions longues distances principalement, par roulement dit en Rolling Start. Ce départ en flux continu au travers d'un portique réducteur où démarre un chronométrage individuel, permet une fluidification et un étalement de l'entrée dans l'eau des triathlètes,.
La deuxième composante sportive est le cyclisme. Dans la pratique générale l'épreuve se déroule sous forme d'un effort individuel, donc exempt de l'effet d'aspiration du peloton. Les épreuves olympiques et les grandes épreuves fédérales pour la catégorie élite et sur courtes distances uniquement sont exemptées de cette disposition. En pratique, cela se concrétise par la formation de pelotons qui permettent la mise en œuvre de collaborations entre les compétiteurs.
La troisième et dernière épreuve est une course de fond classique sur route ou sur chemin.
Une des caractéristiques principales du triathlon tient dans l’obligation d'enchaînement de ces trois composantes au cours de transitions qui font partie intégrante du temps global comptabilisé aux concurrents. Cette spécificité s'évoque dans les milieux spécialisés comme une « 4e discipline » propre à ce sport et fait parfois l'objet d'entraînements dédiés. Ces transitions imposent aux concurrents d'effectuer des changements de disciplines et de matériels rapides entre deux épreuves. Les compétiteurs doivent ainsi enlever le plus rapidement possible leur combinaison de natation à la sortie de l'eau et enfiler leur casque (obligatoire) avant de sauter — au sens propre le plus souvent — sur le vélo. Ils doivent de même en descendre de manière efficace, une fois la partie cycliste achevée et enfiler le plus rapidement possible leurs chaussures de course à pied. La rapidité à effectuer les deux transitions peut s'avérer déterminante sur des triathlons courts,.
| - Départ de la natation. - Première transition, entre natation et vélo. - Partie cyclisme. - Deuxième transition, entre vélo et course à pied. - Partie course à pied. |

### Types d'épreuves
Les épreuves de triathlon se déclinent selon des distances codifiées par la Fédération internationale et appliquées par les fédérations nationales selon des terminologies qui peuvent leurs être propres. Elles sont classifiées de la plus courte à la plus longue. Des distances spécifiques pour les jeunes pratiquants existent également. La course olympique sert de standard. La réglementation sportive du triathlon est identique pour les femmes et les hommes.
Ces distances « fédérales » représentent la très grande majorité des courses organisées. Selon la configuration des parcours, un écart de plus ou moins 10 % de la distance totale de référence de l'épreuve est toléré.
| Format                | Natation        | Cyclisme     | Course à pied |
| --------------------- | --------------- | ------------ | ------------- |
| Équipe relais (4X)    | 250 à 300 m     | 5 à 8 km     | 1,5 à 2 km    |
| Distance super sprint | 250 à 500 m     | 6,5 à 13 km  | 1,7 à 3,5 km  |
| Distance sprint       | 750 m           | 20 km        | 5 km          |
| Distance standard     | 1 500 m         | 40 km        | 10 km         |
| Moyenne distance      | 1 900 à 3 000 m | 80 à 90 km   | 20 à 21 km    |
| Longue distance       | 1 000 à 4 000 m | 100 à 200 km | 10 à 42 km    |

| Nom de la distance       | Natation     | Cyclisme       | Course à pied     | Total            |
| ------------------------ | ------------ | -------------- | ----------------- | ---------------- |
| Jeunes 6-9 ans           | 50 mètres    | 1 000 mètres   | 500 mètres        | 1 550 mètres     |
| Jeunes 8-11 ans          | 100 mètres   | 2 000 mètres   | 1 000 mètres      | 3 100 mètres     |
| Jeunes 10-13 ans         | 200 mètres   | 4 000 mètres   | 1 500 mètres      | 5 700 mètres     |
| Jeunes 12-19ans          | 300 mètres   | 6 000 mètres   | 2 000 mètres      | 8 300 mètres     |
| Distance XS (Découverte) | 400 mètres   | 10 kilomètres  | 2,5 kilomètres    | 12,9 kilomètres  |
| Distance S (Sprint)      | 750 mètres   | 20 kilomètres  | 5 kilomètres      | 25,75 kilomètres |
| Distance M (CD, DO ou A) | 1 500 mètres | 40 kilomètres  | 10 kilomètres     | 51,5 kilomètres  |
| Distance L (MD ou B)     | 3 000 mètres | 80 kilomètres  | 20 kilomètres     | 103 kilomètres   |
| Distance 70.3 (half)     | 1 900 mètres | 90 kilomètres  | 21,1 kilomètres   | 113 kilomètres   |
| Distance XL (LD ou C)    | 4 000 mètres | 120 kilomètres | 30 kilomètres     | 154 kilomètres   |
| Distance XXL ou Ironman  | 3 800 mètres | 180 kilomètres | 42,195 kilomètres | 226 kilomètres   |

### Équipements spécifiques
Au cours de son évolution sportive, le triathlon voit de nombreux équipements être créés pour augmenter tant le confort que la performance des triathlètes. Ces équipements génèrent en 2016 une économie assez spécifique à la pratique de ce sport.

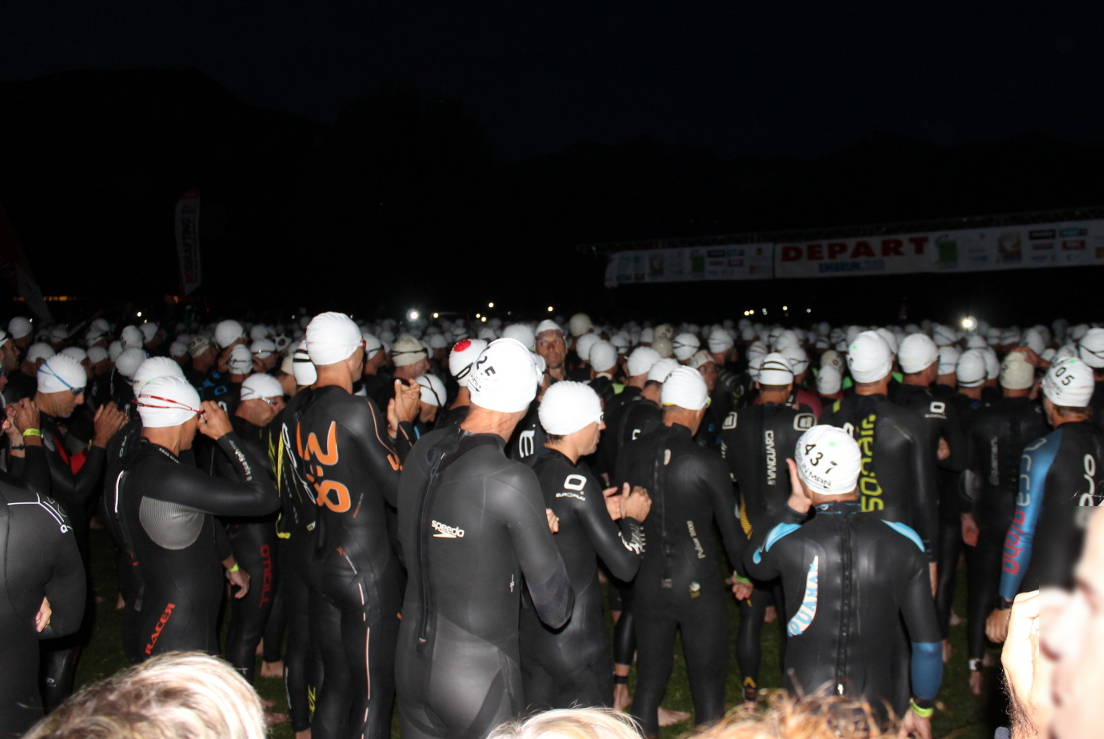
Combinaisons de triathlètes.

La natation en eau libre pose dès les débuts du triathlon moderne de véritables problèmes. La température de l'eau, parfois assez basse, provoque régulièrement des hypothermies aux compétiteurs. La combinaison de plongée est occasionnellement utilisée, mais en raison de sa rigidité et de son épaisseur, son efficacité thermique ne s’accompagne pas d'une efficacité de mouvement. En France, en 1983, la jeune société « Aquaman » propose une combinaison de natation destinée au triathlon. Sans manche et coupée à mi-cuisse, elle est taillée dans un néoprène classique et cousue. En 1985, la société propose un modèle intégral, collé et cousu, et met en œuvre un système de fermeture inverse pour favoriser un déshabillage plus rapide. En 1986, le fabricant japonais de néoprène, Tomizo Yamamoto, met au point un néoprène spécial pour le triathlon. De couleur noire pour privilégier la protection contre le froid, plus fin, plus souple et plus léger. En 1987, aux États-Unis, le triathlète et chef d'entreprise américain Dan Empfield (en) met au point et commercialise un premier modèle de combinaison de natation spécifiquement destiné au triathlon et à la nage en eau libre,. Depuis, les évolutions technologiques ont permis l’amélioration du rendement dans l'eau des combinaisons. Ainsi en 1995, la société Yamamoto met au point un procédé de recouvrement du néoprène, le « Super Composite Skin (SCS) » qui augmente la glisse du nageur dans l’eau.

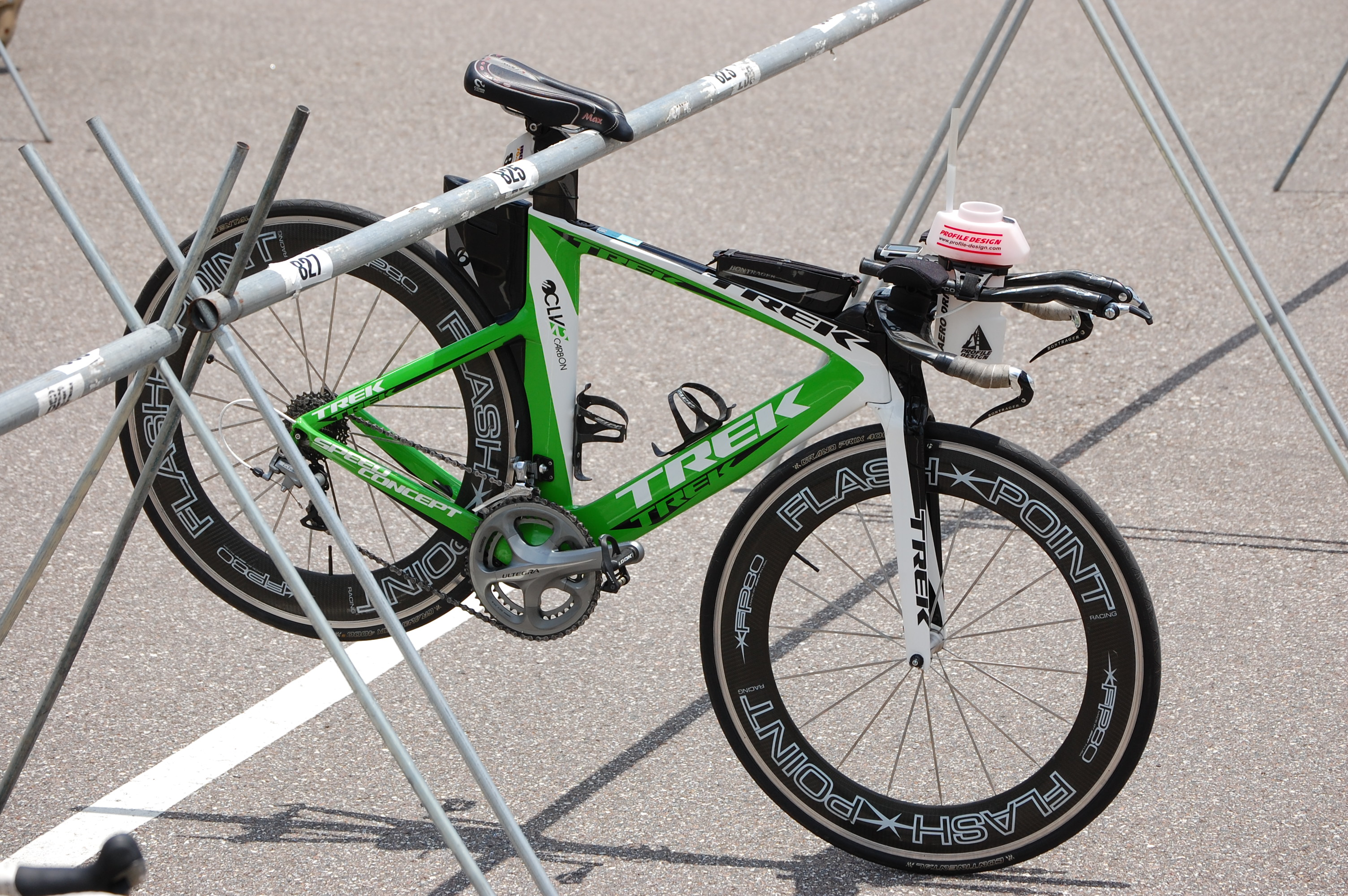
Vélo de triathlon.

Des évolutions notables sont aussi apportées aux vélos du fait de la pratique première du triathlon qui relève d'un sport et d'un effort individuels. Les pionniers de la discipline accomplissent l'épreuve avec des vélos de route à la géométrie classique. Rapidement la recherche d'un rendement supérieur va favoriser l’apparition de nouvelles adaptations à ce sport. La plus notable et qui ouvre la voie à ces nouvelles techniques est l’apparition en 1985 aux États-Unis et entre les mains du futur vainqueur de l'édition annuelle de l'Ironman d'Hawaï, Scott Tinley, du premier « guidon aéro ». Celui-ci se complète et évolue considérablement en 1987, par l'apport et la mise au point que font Charley French et Boone Lennon, deux sportifs de Sun Valley dans l'Idaho. Membres d'une équipe de sports d'hiver, ils imaginent la forme du guidon d’après la position de mains des skieurs lors d'épreuves de descente pour favoriser l’aérodynamisme. Il porte le nom de « guidon de triathlète » ou « guidon de triathlon » et il permet de prendre une position plus aérodynamique sur le vélo qui reste dans un premier temps classique, mais permet une meilleure pénétration dans l’air. Le guidon fait son apparition en France en 1987, Rob Barel fait sensation lors d'une compétition avec ce nouveau guidon qui est rapidement adopté par de nombreux triathlètes. Cette première évolution technologique majeure apporte un gain de temps significatif lors des compétitions, elle ouvre la voie à de nombreuses autres améliorations, jusqu’à la création de vélos spécifiques au triathlon et aux courses cyclistes pour les épreuves de contre-la-montre.

## Pratiquants

### Typologie
Le triathlon est un sport créé pour une pratique mixte. La première course de l'époque moderne l'était déjà : en 1974, à Mission Bay, en Californie, des sportifs et sportives y participent. En 1979, année de la deuxième édition de l'Ironman d'Hawaï, Lyn Lemaire se classe cinquième et devient la première Ironwoman. En 1984, une équipe entièrement féminine de triathlon, emmenée par Sarah Springman, se classe dixième du London-to-Paris Triathlon, dans une compétition rassemblant seize équipes.
Le triathlon présente la particularité d'avoir toujours inclus les femmes comme compétitrices crédibles, elles sont donc aussi fortement représentées dans les instances fédérales. En 2016, la Fédération internationale de triathlon voit sa direction générale conduite uniquement par des femmes. En France en 2015, cinq ligues régionales sont dirigées par des femmes et elles sont 20 % au sein des instances nationales.

### Types de pratique

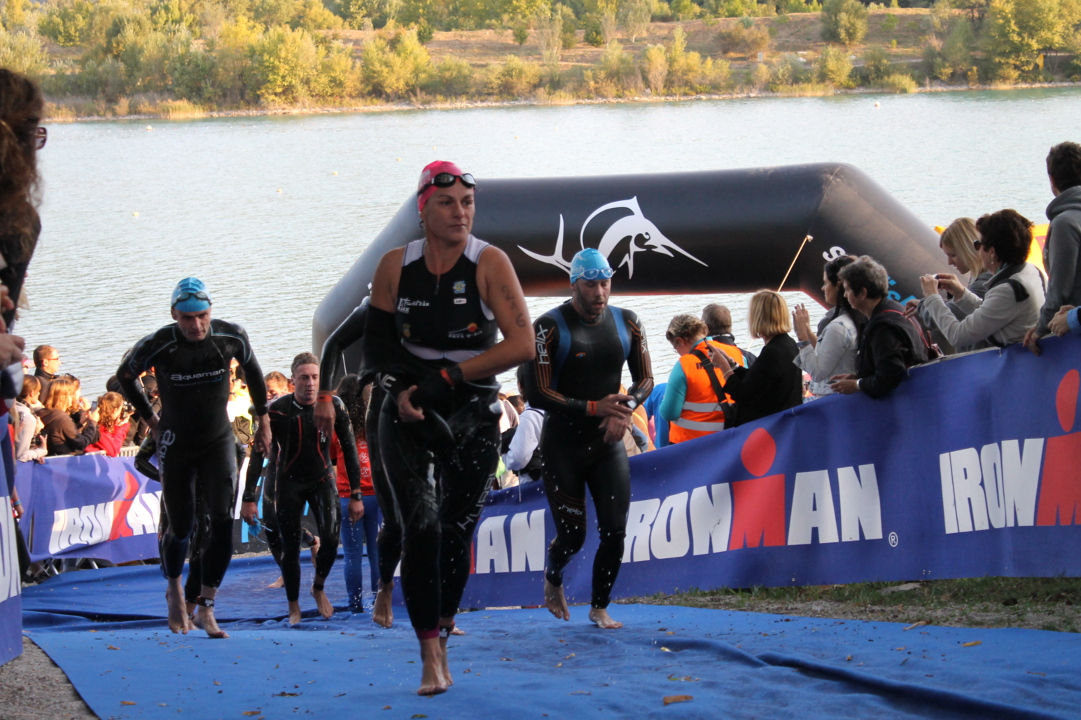
Triathlètes sur un Ironman.

La pratique du triathlon de haut niveau se caractérise par l'égalité de traitement des triathlètes femmes et hommes et notamment l'organisation de compétitions mixtes, qui est assez inhabituelle en sport de haut niveau. Depuis l'accession au statut de sport olympique, seules les compétitions internationales proposent deux départs différents pour la même épreuve.
Les pratiques amateurs sont diverses et diffèrent selon les pays. Aux États-Unis, des compétitions de triathlon réservées aux femmes se développent, car elles parviennent à attirer davantage de pratiquantes débutantes. Peuvent être citées en exemple, l'Austin Danskin Triathlon organisée chaque année à Austin aux États-Unis ou encore les Triwoman series, circuit de dix compétitions de triathlon réservées aux femmes, organisées chaque année dans différents lieux en Nouvelle-Zélande. Ces courses s'adressent principalement à des pratiquantes occasionnelles.
En Europe, les compétitions mixtes sont la règle générale mais des efforts sont réalisés pour favoriser et augmenter la participation des femmes. En France, un label commercial « Triathlon féminin » a été créé en 2015 pour identifier les événements qui assurent aux triathlètes féminines un « standing minimum » leur permettant de participer plus aisément. Ce label féminin est abandonné en 2018, il est remplacé par un nouvel label d'organisation, le « Label mixité ». Ce dernier fait la promotion de pratiques et de valeurs empreintes d'égalité entre hommes et femmes au sein des courses et des organisations en cohérence avec la pratique sportive et historique du triathlon.

### Évolution
La pratique du triathlon dans le monde est en progression constante depuis la création du sport, le triathlon est de plus en plus populaire, chez les femmes comme chez les hommes.
Aux États-Unis, en 2014, après 20 années de progression, la fédération américaine (USAT) enregistre une première légère baisse de ses licenciés au nombre de 594, qui ramènent son effectif sportif adultes et jeunes à 170 033 membres. La part des triathlètes féminines licenciées évolue de 27 % en 2000 à 37 % en 2014. Le nombre de pratiquantes augmente de 15 % pour la seule année 2013. Le nombre de pratiquants licenciés d'un jour, pour participer à une compétition sur le territoire de l'USAT, connaît aussi une progression constante et atteint un pic en 2012 avec 510 859 licences. Il se stabilise en moyenne à 477 000 par an depuis cette date.
Au Royaume-Uni la pratique du triathlon affiche une forte progression entre 2009 et 2014. La fédération britannique annonce dans son rapport 2014 une augmentation de 48,62 % de ses licenciés passant de 63 671 pratiquants à 130 953. En 2013, la fédération annonce un taux de triathlètes féminines de 41 % et une prédominance de la catégorie d'âge 35-44 ans de l'ensemble de ses licenciés. Le nombre de pratiquants d'un jour à des compétitions suit la progression des adhésions et évolue de 120 620 licences journalières en 2012 à 196 303 en 2014 soit 61,44 % d'augmentation sur cette période.
En France, le nombre de triathlètes licenciés à la Fédération française de triathlon a plus que doublé en dix années. Entre 2004 et 2014, ils passent de 20 000 à 46 700 et la proportion de triathlètes féminines progresse de 19,71 % à 24,07 % des effectifs sportifs. Le nombre de licences journalières qui prennent le nom de « Pass Compétition » augmente sur la même période de 41 % pour s'établir à 59 571 en 2013.

## Organisations fédérales
La Fédération internationale de triathlon (World Triathlon) est l'organisme mondial officiel qui dirige le triathlon et la plupart de ses dérivés. Son congrès fondateur se tient le 1er avril 1989 à Avignon en France. En octobre 2020, elle prend officiellement le nouveau nom de « World Triathlon » dans le but de s'identifier de manière claire dans le monde et de promouvoir les sports qu'elle gère. World Triathlon subordonne les cinq fédérations continentales dont dépendent toutes les fédérations nationales. Ces fédérations continentales sont en 2020 :
- Europe Triathlon à laquelle sont rattachées 47 fédérations nationales ; créée en 1984, elle est la plus ancienne fédération internationale de ce sport[54] ;
- Americas Triathlon à laquelle sont rattachées 40 fédérations nationales, créée en 1992[55] ;
- Asia Triathlon à laquelle sont rattachées 34 fédérations nationales, créée en 1991[56] ;
- Africa Triathlon  à laquelle sont rattachées 19 fédérations nationales, créée en 1993[57] ;
- Oceania Triathlon à laquelle sont rattachées 13 fédérations nationales, créée en 1991[58].

### Compétitions

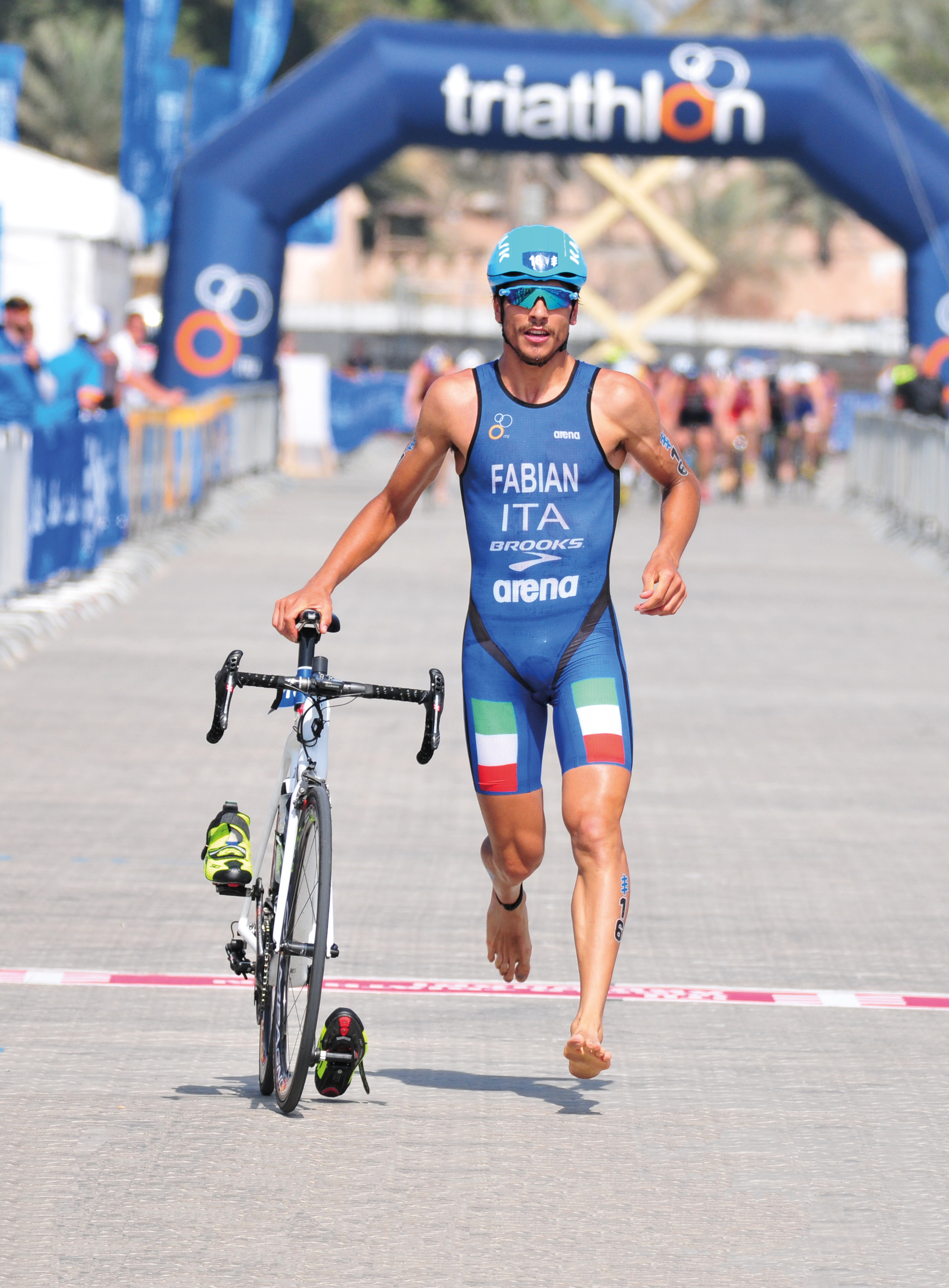
Alessandro Fabian Séries mondiales (WTS) 2016.

Depuis sa reconnaissance internationale et sa participation aux Jeux olympiques, associé aux développements des fédérations, de nombreuses compétitions internationales ont lieu chaque année. Ces compétitions sont le plus souvent déclinées au niveau continental et national par les fédérations. Les compétitions mondiales organisées par la World Triathlon sont en 2016, les suivantes :
- Championnats du monde de triathlon (WTCS)
- Championnats du monde de triathlon longue distance
- Championnats du monde de triathlon en relais mixte
- Coupe du monde de triathlon
- Championnats du monde de triathlon cross
- Championnats du monde de triathlon d'hiver
- Championnats du monde de duathlon
- Championnats du monde de duathlon longue distance
- Championnats du monde d'aquathlon
- Championnats du monde d'aquabike
- Championnats du monde de paratriathlon

### Règles générales
L'ensemble des règles générales d'engagement et de compétitions sont édictées par la World Triathlon . Elles sont déclinées par les fédérations ou les confédérations régionales selon des spécificités propres aux pays ou aux continents, sans qu'elles puissent être en contradiction avec les règlements internationaux. En 2015, la fédération internationale a actualisé sa réglementation sur tous les sports enchaînés dont elle a la gestion. Un document de 196 pages détaille aussi bien les règles de courses dans chaque épreuve que la répartition des prix. Les classifications de catégories de triathlètes ou paratriathlètes ou encore les critères des tenues sportives. Des contrôles antidopage, des sanctions et des pénalités, mais également de l’agrément de sportifs ou d'entraîneurs. Ce règlement général s'applique à la totalité des compétitions fédérales organisées dans le monde et de manière indifférenciée aux compétiteurs hommes ou femmes. En décembre 2022, le comité exécutif de la fédération internationale approuve les propositions de nouvelles règles de compétition, dont l'application se fait à compter de janvier 2023. Certaines concernent les équipements des sportifs, mais aussi, les comportements en course, le suivi et la formation sur le dopage ainsi que les périodes de maternité des triathlètes féminines.

### Classification des compétiteurs
Quelle que soit la pratique de sport enchaîné géré par la fédération internationale, les athlètes sont classés dans deux statuts uniquement et identiques pour les hommes et les femmes :
- la catégorie « élite », pour les professionnels, permet de concourir au niveau international dans des courses dédiées hommes et femmes ou mixtes. Leurs résultats ne relèvent que d'un classement général (scratch) par genre. Les jeunes élites de moins de 23 ans concourent dans la catégorie espoir, « U23 » ;
- les catégories « groupe d'âge », pour les amateurs qui concourent dans des compétitions mixtes et bénéficient d'un classement par classe d'âge et par genre supplémentaire, qui peut octroyer un titre honorifique. Les groupes d'âge enfants et jeunes évoluent d'une classe d'âge tous les deux ans, jusqu’à la première classe adulte qui débute à 20 ans. Les classes adultes évoluent d'une classe tous les cinq ans d'âge supplémentaire et sont les classes seniors de 20 à 40 ans et vétérans au-delà[61].

## Sports dérivés du triathlon
Depuis sa création, le triathlon est décliné sous diverses formes tant pour des triathlètes valides que handisport.

### Paratriathlon

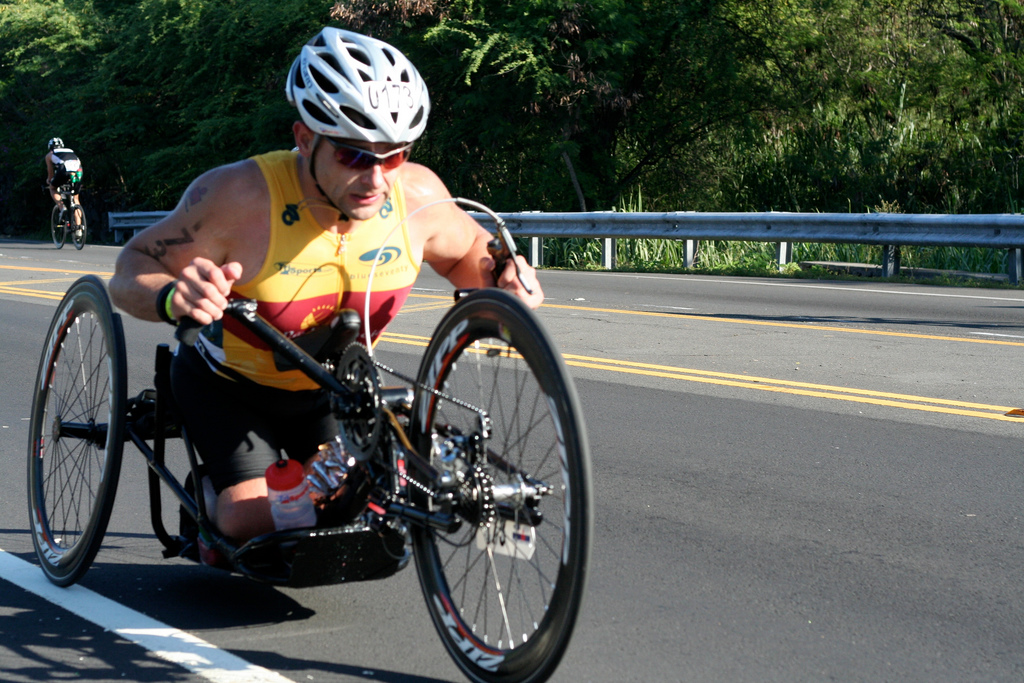
Paratriathlète sur Ironman de Kona (Hawaï) en 2007.

Le paratriathlon est la pratique du triathlon pour les athlètes ayant un handicap physique. Ce sport est régi par la Fédération internationale de triathlon (ITU) est accepté par le Comité international paralympique comme sport paralympique à compter des Jeux paralympiques d'été de 2016 de Rio de Janeiro.
La présence de triathlètes handicapés sur les compétitions de triathlon au plus haut niveau est effective depuis de nombreuses années. L'Australien John Maclean est parmi les plus célèbres, en 1997 à l'aide d'un vélo adapté et d'un fauteuil roulant il devient le premier triathlète handicapé à franchir la ligne d'arrivée du championnat du monde d'Ironman à Kona (Hawaï) en 12 h 21 min 30 s.

### Triathlon extrême
Le triathlon extrême est une pratique issue du triathlon longue distance, qui se pratique sur une seule journée et sur des parcours assortis de conditions ou de dénivelés extrêmement difficiles. La compétition se déroule généralement sur distance Ironman et use de règles et de conditions de participation spécifiques. Elle offre parfois la particularité d'autoriser l'assistance aux compétiteurs, cette assistance n'étant pas fournie par l'organisation, mais par l'accompagnement du sportif qui est obligatoire pour participer. Le nombre de participants est souvent limité. Les parcours de natation de 3,8 km s'effectuent principalement dans les eaux froides de lacs de hautes montagnes. Les parcours à vélo de 180 km minimum ont de forts dénivelés positifs, en moyenne de 4 à 5 000 mètres et le marathon final s’assortit d'une partie course en montagne pour atteindre la ligne d'arrivée située généralement au sommet du site montagneux choisi.
Le premier triathlon extrême organisé sur une seule journée est créé en 2003 en Norvège et prend le nom de Norseman Xtreme Triathlon. Le concept acquiert une certaine renommée et voit la participation de sportifs souvent issus des milieux du triathlon longue distance ou de l'ultra-endurance en progression. Plusieurs autres courses sont créées dans les années qui suivent cette première édition, certaines comme le Celtman Xtreme Triathlon et le Swissman Xtreme Triathlon sont avec le Norseman regroupés sous un même label : allXtri. D'autres organisations indépendantes voient le jour régulièrement, tels l'Austria eXtreme Triathlon en Autriche en 2015, en 2016 l'Alaskaman Extreme Triathlon aux États-Unis, l'AlpsMan Xtrem Triathlon en France ou encore le StoneBiximan Xtreme Triathlon en Italie.
En 2019, l’épreuve historique devient le support d'un championnat du monde de triathlon extrême qui se base sur le circuit international XTri World Tour. Le 1er championnat se déroule le 3 août et les triathlètes qualifiés sont les premiers et second des triathlons extrêmes labellisés XTri. En 2019, neufs triathlons extrêmes dans le monde sont intégrés au circuit qualificatif.
D'autres formes moins connues sont également qualifiées de « triathlons extrêmes », mais se déroulent le plus souvent sur plusieurs jours et sans rapport avec des distances officielles tout en conservant les disciplines constitutives du triathlon, tels l'Ultraman Triathlon à Hawaï dont le concept et la marque sont organisés dans plusieurs pays ou encore l'Enduroman qui relie Londres à Paris, surnommé aussi l'« Arch to Arc ».

### Ultra-triathlon
L'ultra-triathlon est une sous-discipline du triathlon qui se pratique sur de très longues distances, multiples de celles de l'Ironman. Il regroupe toutes les épreuves consistant à effectuer un certain nombre de fois ces distances selon une pratique également chronométrée. La discipline est encadrée par l'Association internationale d'ultra-triathlon (IUTA), dont ses règlements généraux ne relèvent pas de la Fédération internationale de triathlon (ITU). En 1985 naît le double Ironman à Huntsville aux États-Unis et en 1988 le triple Ironman voit le jour avec le Défi mondial de l'endurance à Fontanil-Cornillon (France).

### Indoor Triathlon
Le triathlon d'intérieur, plus connu sous son appellation anglaise d'« Indoor Triathlon », est un dérivé du triathlon traditionnel. La première compétition internationale de cette pratique se tient en France le 19 et 20 février 1993. Il est organisé en partenariat par la jeune Fédération française de triathlon, la société « International Indoor Triathlon », la « Société internationale de production artistique et sportive » et soutenu par la fédération internationale qui espère créer un circuit hivernal. La compétition est dotée de prix en numéraire assez importants pour l'époque. Les triathlètes doivent parcourir 400 mètres de natation en piscine, 10 kilomètres de vélo sur piste et 3 kilomètres de course à pied. Les épreuves se déroulent au stadium de Bordeaux-Lac dans des infrastructures mobiles formant une arène montée pour la compétition. L'épreuve, du fait de la présence de triathlètes internationaux, connaît un certain succès et une autre compétition est programmée à Paris Bercy pour les 5 et 6 mars 1994. Cette seconde édition se déroule devant le président du Comité international olympique (CIO), Juan Antonio Samaranch. Des modifications réglementaires difficiles à appliquer pour les compétiteurs, plusieurs problèmes et pannes techniques et un grand public absent des tribunes, font de cette seconde édition un échec sportif et commercial. Une seconde édition est programmée pour 1995, mais est annulée deux mois avant par manque de moyens financiers.
En 2018, de nouvelles compétitions d'intérieur voient le jour en France. A Lievin, une rencontre Indoor estampillée coupe d'Europe se déroulent dans l'Arena stade couvert de Liévin, sous l’égide de la Fédération européenne de triathlon. L'enceinte sportive de 14 000 m2 reçoit des compétitions réservées aux élites et aux amateurs, elles se déroulent sous la forme d'un tournoi avec qualifications, repêchages, demi-finales et finale. Les distances à parcourir sont de 150 mètres de natation, trois kilomètres de vélo et un kilomètre de course à pied sur la piste spécialement aménagée pour l’évènement.
L'Indoor Triathlon reprend également aux États-Unis, mais dans un développement au format non standard et autour d'une pratique de type « fitness multi-sport » qui ne relève plus de l'ITU. L'association Indoor Triathlon USA organise toutefois des championnats continentaux autour d'un circuit privé américain. Le triptyque traditionnel natation, cyclisme, course à pied est maintenu, la natation se déroulant toujours en piscine, mais la partie vélo se pratique sur des appareils de remise en forme de type vélo elliptique ou sur home-trainer et la partie course à pied sur tapis de course ou encore dans l'enceinte du gymnase d’accueil. Des compétitions sont organisées où les participants sont jugés sur la distance parcourue pendant un temps alloué à chaque discipline. Les transitions selon les organisations peuvent faire partie intégrante du temps global ou bien ne pas être décomptées.
En août 2020 lors de la période de confinement dû à la Covid-19, la Super League Triathlon invente un nouveau format de course autour d'une compétition en salle qui mêle vie réel et course virtuelle. Avec 200 m de natation en bassin, 4 km de vélo et un km de course à pied effectué sur home-trainer, reliés à l’application et plate-forme virtuelle Zwift. L'évènement propose une expérience de visionnage immersive qui permet aux spectateurs ou téléspectateurs de suivre au plus près les meilleurs triathlètes et de recevoir en direct toutes les données relatives à la puissance, à la vitesse et au rythme cardiaque. Les athlètes effectuent trois triathlons : le premier enchaine natation, vélo, course à pied, suivit d'un enchaînement vélo, course à pied, natation, pour finir par, course à pied, natation, vélo. Des points sont attribués à la fin de chaque triathlon pour chaque compétiteur en fonction de son classement. L’athlète ayant obtenu le plus de points à l'issue des trois épreuves est déclaré vainqueur. La première de cette compétition qui prend le nom d'Arena Games, se tient au centre aquatique Zwemcentrum à Rotterdam aux Pays-Bas.

### Autres sports dérivées
Il existe d'autres pratiques sportives enchaînées dérivées du triathlon ou de ses méthodes d'entraînement. Celles gérées par la Fédération internationale de triathlon sont :
- le duathlon, associant course à pied, vélo de route, puis encore course à pied ;
- l'aquathlon, associant natation (généralement en bassin) et course à pied sur courte distance;
- l'aquabike, associant natation en eau libre et vélo de route sur longue distance ;
- le cross triathlon[N 16], associant natation en eaux vives, VTT et course à pied hors route ;
- le cross duathlon, combinant deux épreuves de course à pied qui encadrent une épreuve de VTT sur des circuits hors routes ;
- le triathlon d'hiver, associant course à pied, VTT et ski de fond (ou dans sa version S3 avec course en raquettes, patinage de vitesse et ski de fond) ;

## Aspects extra-sportifs

### Organisations privées
Plusieurs sociétés privées commerciales ou associatives organisent des épreuves de triathlon ou de duathlon dans le monde. Certaines épreuves peuvent servir de support à des titres décernés par les fédérations internationale ou nationales.
La World Triathlon Corporation (WTC) est une société privée d’événements sportifs, détentrice du label « Ironman », depuis 2015, la société est propriété de Dalian Wanda Group. Sous son contrôle sont organisées les courses pouvant arborer ce nom. Elle organise un circuit de compétitions internationales qualificatif pour le championnat du monde d'Ironman qu'elle organise tous les ans à Kailua-Kona, dans l'archipel d'Hawaï aux États-Unis. Cependant, seules les marques Ironman et « Triathlon Ironman » sont déposées et propriétés de la WTC. Ainsi, tout organisateur de course peut proposer les distances Ironman tout en choisissant pour son épreuve un autre nom. C'est ainsi que des courses célèbres comme le triathlon d'Embrun en France ou le Challenge Roth en Allemagne se courent sur la distance Ironman sans en avoir le label. Depuis 2006, la WTC organise également un circuit et un championnat du monde d'Ironman 70.3, où les distances sont la moitié de celles de l'Ironman.
Team Unlimited est une société privée organisatrice du circuit de cross triathlon Xterra et du championnat du monde du même nom. Selon le même principe que le circuit Ironman, le circuit qualificatif donne accès à une finale qui se déroule à Maui sur l'ile d'Hawaï et octroie le titre de « champion du monde de Xterra ».
Team Challenge, créée en 2002 à Roth, est une société européenne privée qui organise les étapes du circuit Challenge family qui regroupe trente-six compétitions sur distances Half et XXL dans dix-sept pays. Certaines courses comme le Challenge Roth héritier de l'Ironman Europe servent depuis plusieurs années de support à des compétitions du championnat du monde longue distance de la Fédération internationale de triathlon. En 2014, elle s'est associée avec la marque américaine d'organisation de triathlon Révolution 3 (Rev3) créée en 2008, pour étendre son réseau d'organisation sur le territoire américain.
L'International Association Powerman organise le circuit international Powerman Duathlon dont l'étape de Zofingue en Suisse sert régulièrement de support à la fédération internationale pour l’organisation du championnat du monde longue distance de duathlon.
La Super League Triathlon , organise un circuit international de triathlon sur courte distance assortie de plusieurs répétition. Créée en 2017, par l'ancien champion du monde d'Ironman Chris McCormack, le circuit est doté de primes financières importantes.
L'Organisation professionnelle des triathlètes ou PTO pour Professional Triathletes Organisation, entité sans but lucratif constitué dans le but de protéger et de promouvoir les intérêts des triathlètes professionnels participant à des épreuves sans drafting. Son champ d'action s'étend au monde entier et s'inscrit dans la représentativité et le soutien des sportifs, des événements et des organisations à l'image d'autres associations professionnelles comme l'association des joueurs de golf professionnels (PGA) ou de celle des joueurs de tennis (ATP).

### Audio-visuel
Les premières retransmissions télévisées ont été réalisées par la chaîne américaine ABC qui obtient l'autorisation gracieuse de John Collins de filmer l'Ironman d'Hawaï de 1980 pour son émission Wide World of Sports.
En 1982, la chaîne publique française Antenne 2 produit des images du triathlon international de Nice dans une émission intitulée « Voyage au bout de la souffrance ». Cette pratique sportive encore inconnue est accueillie par les critiques sévères de quelques journalistes.
En 2016 la chaîne de télévision française consacrée au sport L’Équipe 21 programme un cycle de retransmission en direct de diverses compétitions de triathlon. Huit épreuves des séries mondiales de triathlon de la Fédération internationale de triathlon pour la courte distance et huit Ironmans de la World Triathlon Corporation sont diffusées en clair tout au long de l'année.

### Science et triathlon
Le triathlon fait l'objet d'études physiologiques et physiques ou encore sociologiques. Plusieurs ouvrages et études sont édités sur ces sujets.
En 2009, la présidente de la fédération internationale Marisol Casado et les membres du Comité international olympique, dans le but de favoriser les recherches scientifiques sur le triathlon, mettent en place des cycles de conférences sur un rythme biannuel. Ces conférences mettent en exergue les dernières découvertes scientifiques et technologiques qui permettent de faire progresser les programmes de formation et d'entraînement dans le triathlon. L'accent est particulièrement mis sur les niveaux élites et leurs environnements sportif et médical.
En 2011, la première conférence se tient à l'Université d'Alicante en Espagne et réunit des scientifiques spécialisés dans le domaine du sport. Animée par un comité scientifique, des conférenciers sont invités à présenter les dernières études et évolutions sur le triathlon. En 2015, la deuxième édition se tient à Paris en France et propose comme thème central « Objectif pour Rio, préparation pour Tokyo... et après » (« Peaking for Rio, preparing for Tokyo...and beyond »), d'autres thèmes sont également développés au cours de la conférence, comme l'entraînement spécifique au triathlon de haut niveau, le paratriathlon ou encore la gestion de la formation des triathlètes.
La conférence 2017, qui se tient à Edmonton au Canada, propose pour son troisième cycle de traiter de la crête de performance de l’athlète pendant son cycle d'entraînement, des pathologies cardiaques liées aux activités sportives de haut niveau, de l’utilisation de la technologie et de l'innovation dans les plans de formation et d'entraînement. Les conférences visent à attirer de nombreuses délégations internationales composées de l'ensemble des acteurs, du sportif aux chercheurs en passant par les entraîneurs, les médecins ou encore les physiothérapeutes qui travaillent habituellement avec toutes les catégories de triathlètes ou de paratriathlètes.

### Honneurs
- (10346) Triathlon, astéroïde de la ceinture principale[95].